# 히로시마조선초중고급학교
히로시마조선초중고급학교(일본어: 広島朝鮮初中高級学校)는 학교법인 히로시마조선학원이 운영하는 조선학교이다.
히로시마현 히로시마시 히가시구 야마네 정 37-50(〒732-0048 広島市東区山根町37-50)에 위치해 있으며, 주고쿠 지방·시코쿠 지방에서 유일하게 고급부가 설치되어 있다. 일본의 유치원·초등학교·중학교·고등학교에 상당하는 교육을 실시하고 있는 각종 학교(비일조교)이다.

## 종류
- 유치반
- 초급부
- 중급부
- 고급부

## 출신 유명인
- 배정명 - 배우
- 리한재 - 축구